# 가미우와역
가미우와역(일본어: 上宇和駅 카미우와에키[*])은 일본 에히메현 세이요시에 있는 시코쿠 여객철도 요산선의 역이다. 역 번호는 U21이며, 단선 승강장 1면 1선의 구조를 지닌 지상역이다.

## 역사
- 1945년 6월 20일 : 개업.
- 1971년 11월 6일 : 무인화.
- 1987년 4월 1일 : 민영화에 따라, 시코쿠 여객철도로 이관.

## 인접 정차역
| 시코쿠 여객철도 요산선          | 시코쿠 여객철도 요산선 | 시코쿠 여객철도 요산선      |
| ------------------------------- | ---------------------- | --------------------------- |
| U 20 이요이와키 무카이바라 방면 | 요산 선                | 우노마치 U 22 우와지마 방면 |